# Hrvatski malonogometni kup 2019./20.
Hrvatski malonogometni kup za sezonu 2019./20. je igran u jesen 2019. godine. Natjecanje je osvojila "Uspinjača Gimka" iz Zagreba.

## Sustav natjecanja
Sudjeluje 16 futsal klubova, koji igraju jednostrukim kup-sustavom. Sudionici su 13 klubova koji imaju najbolji koeficijent u uspješnosti u kupu u posljednjih 5 sezona,
 
te 3 kluba - pobjednici regionalnih kupova. Posljednje četiri momčadi igraju završni turnir. 

## Rezultati

### Osmina završnice
Igrano od 15. do 18. studenog 2019.
| datum              | par                                            | rez.          | napomene, izvještaji                             |
| ------------------ | ---------------------------------------------- | ------------- | ------------------------------------------------ |
| 15. studenog 2019. | Petrinjčica Petrinja - Kijevo Knin             | 3:3, 8:7 p.p. | "Petrinjčica" prošla boljim izvođenjem šesteraca |
| 15. studenog 2019. | Olmissum Omiš - Novo Vrijeme Apfel Makarska    | 1:1, 4:3 p.p. | "Olmissum" prošao boljim izvođenjem šesteraca    |
| 15. studenog 2019. | Brod 035 Slavonski Brod - Futsal Dinamo Zagreb | 2:4           |                                                  |
| 15. studenog 2019. | Crnica Šibenik - Square Dubrovnik              | 1:1, 5:4 p.p. | "Crnica" prošla boljim izvođenjem šesteraca      |
| 15. studenog 2019. | Porto Tolero Ploče - Alumnus Sesvete           | 2:3           |                                                  |
| 17. studenog 2019. | Vinkovci - Uspinjača Gimka Zagreb              | 0:9           |                                                  |
| 17. studenog 2019. | Našice - Vrgorac                               | 4:6           |                                                  |
| 18. studenog 2019. | Futsal Pula - Split                            | 2:9           |                                                  |

### Četvrtzavršnica
Igrano 26. i 27. studenog 2019.
| datum              | par                                      | rez.         | napomene, izvještaji                                 |
| ------------------ | ---------------------------------------- | ------------ | ---------------------------------------------------- |
| 26. studenog 2019. | Vrgorac - Petrinjčica Petrinja           | 8:1          |                                                      |
| 26. studenog 2019. | Split - Crnica Šibenik                   | 4:1          |                                                      |
| 27. studenog 2019. | Olmissum Omiš - Futsal Dinamo Zagreb     | 3:2          |                                                      |
| 27. studenog 2019. | Alumnus Sesvete - Uspinjača Gimka Zagreb | 2:2, 3:5 p.p | "Uspinjača Gimka" prošla boljim izvođenjem šesteraca |

### Završni turnir
Final four turnir održan u Karlovcu u dvorani "Mladost", 20. i 21. prosinca 2019.

| klub1                  | rez.          | klub2                  | napomene, izvještaji |
| poluzavršnica          | poluzavršnica | poluzavršnica          | poluzavršnica        |
| ---------------------- | ------------- | ---------------------- | -------------------- |
| Split                  | 2:3           | Uspinjača Gimka Zagreb | [ 9 ]                |
| Vrgorac                | 0:1           | Olmissum Omiš          | [ 9 ]                |
|                        |               |                        |                      |
| završnica              |               |                        |                      |
| Uspinjača Gimka Zagreb | 5:1           | Olmissum Omiš          | [ 2 ]                |

## Vanjske poveznice
- hns-cff.hr, Hrvatski malonogometni kup
- crofutsal.com, Hrvatski malonogometni kup
- futsalplanet.com, Competitions